# Ludvika landsfiskalsdistrikt
Ludvika landsfiskalsdistrikt var 1918–1964 ett landsfiskalsdistrikt i Kopparbergs län, bildat när Sveriges indelning i landsfiskalsdistrikt trädde i kraft den 1 januari 1918, enligt beslut den 7 september 1917. Den 1 januari 1965 avskaffades i Sverige samtliga landsfiskaler och landsfiskalsdistrikt, och deras arbetsuppgifter delades upp på de nyskapade indelningarna polisdistrikt, åklagardistrikt och kronofogdedistrikt.
Landsfiskalsdistriktet låg under länsstyrelsen i Kopparbergs län.

## Ingående områden
När Sveriges nya indelning i landsfiskalsdistrikt trädde i kraft den 1 januari 1952 (enligt kungörelsen 1 juni 1951) ändrades inte distriktets omfattning. Den 1 januari 1963 införlivades Ludvika landskommun i Ludvika stad, utan att det medförde någon ändring för landsfiskalsdistriktets omfattning. 

### Från 1918
- Ludvika landskommun

### Från 1919
- Ludvika landskommun
- Ludvika stad

### Från 1 januari 1963
- Ludvika stad